# Batman (film din 1966)
Batman (promovat ca Batman: The Movie) este un film din anul 1966, regizat de Leslie H. Martinson, care se bazează pe serialul de televiziune Batman din același an. Este primul film artistic de lung-metraj care îl are în prim-plan pe personajul DC Comics cu același nume. Produs și distribuit de 20th Century Fox, filmul îi are în rolurile principale pe Adam West ca Batman și Burt Ward ca Robin. Regizorul filmului, Leslie H. Martinson, a mai regizat două episoade Batman; "The Penguin Goes Straight" și "Not Yet, He Ain't", ambele din sezonul 1.

## Prezentare
Bogatul afacerist Bruce Wayne și elevul său Dick Grayson sunt oameni obișnuiți, dar în secret își asumă rolurile lui Batman și, respectiv, Robin, doi răzbunători mascați care luptă cu infractorii. Unul dintre adversarii lor este Pinguinul - un criminal inteligent care a furat un dispozitiv care transformă oamenii în praf și intenționează să cucerească lumea. El este ajutat de Joker - un psihopat ucigaș care este desfigurat, de o hoață - femeia pisică Catwoman și de Riddler - un maestru al crimei.

## Distribuție

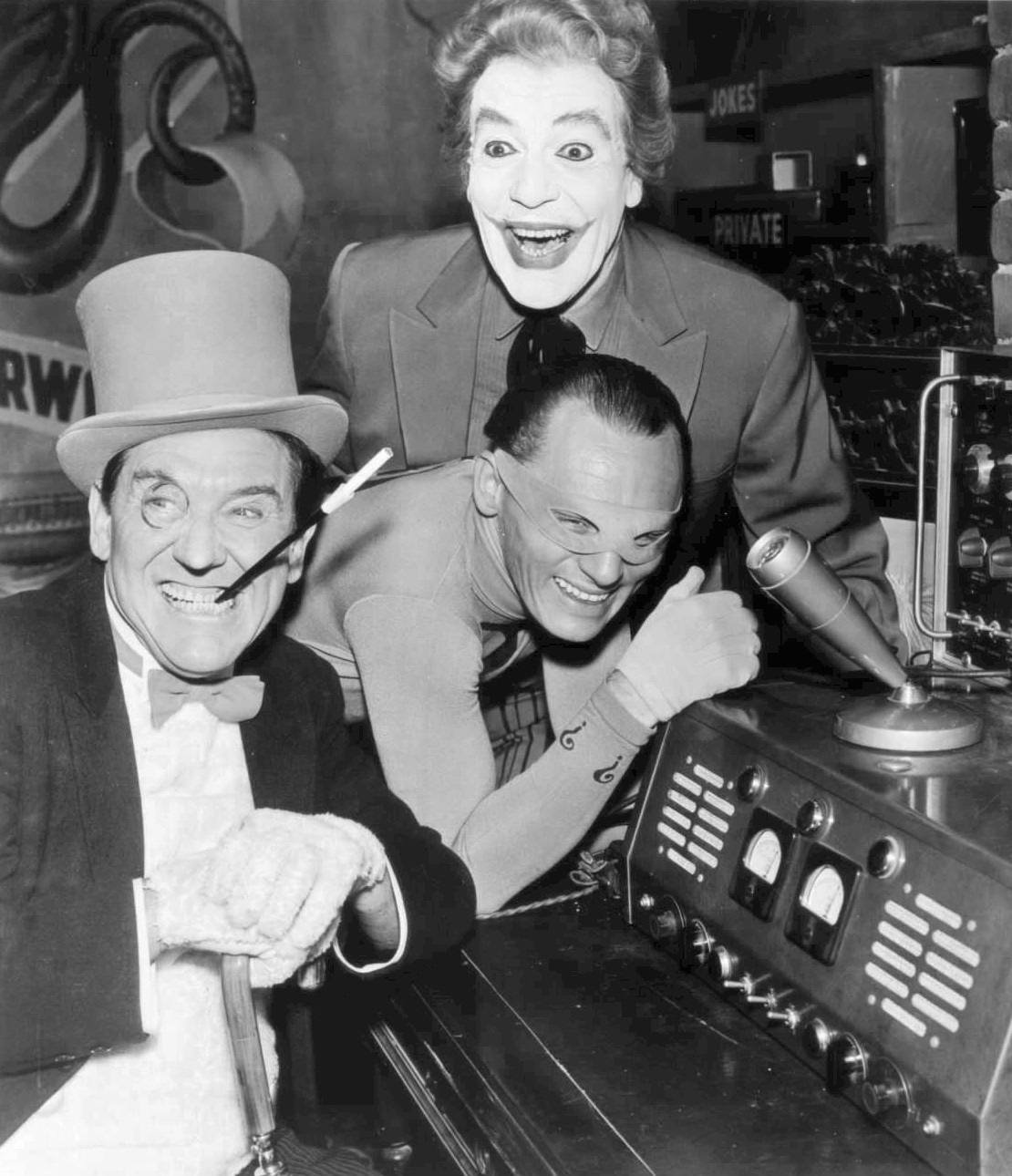
Pinguinul (Burgess Meredith), Riddler (Frank Gorshin) și Joker (Cesar Romero) în 1966. Acești actori au jucat și rolurile de televiziune.

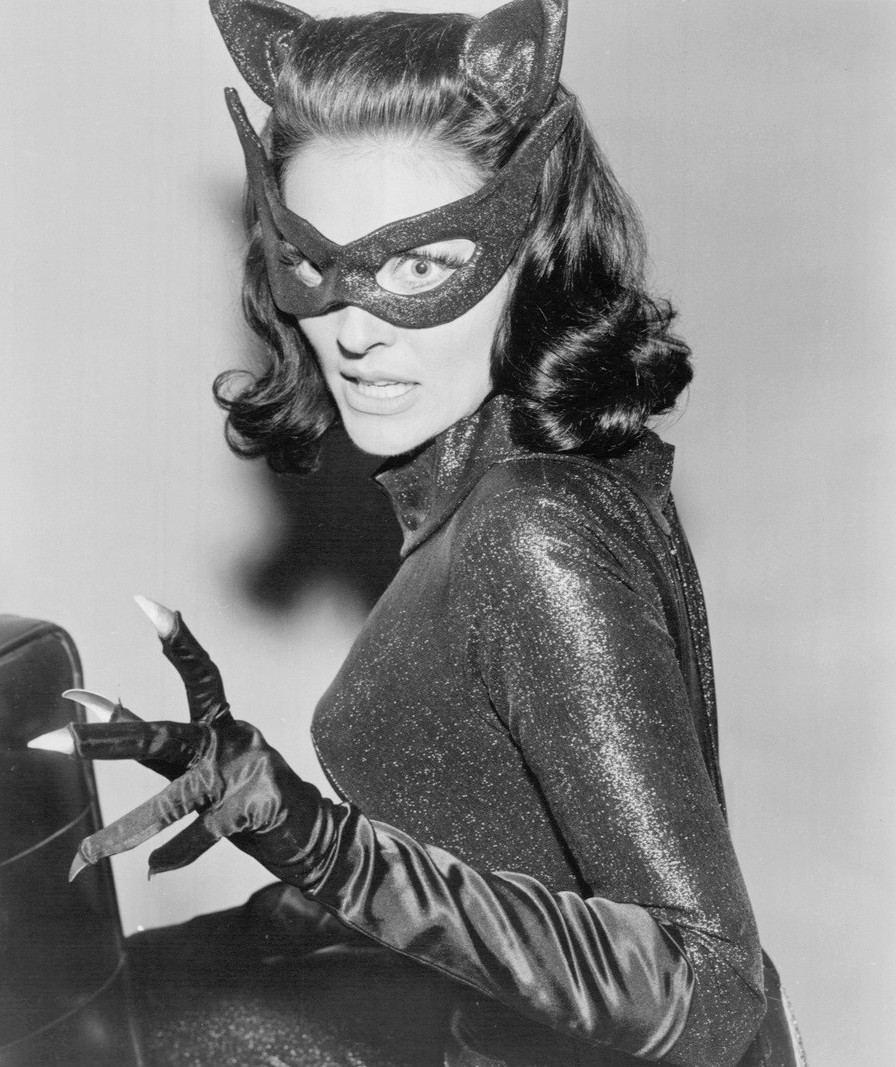
Lee Meriwether este Femeia Pisică în film (imagine), în locul actriței Julie Newmar, care a jucat Catwoman în primele două sezoane din serialul de televiziune.

- Adam West ca  Bruce Wayne / Batman
- Burt Ward ca  Dick Grayson / Robin
- Lee Meriwether - Catwoman
- Cesar Romero ca Jokerul
- Burgess Meredith ca  Pinguinul
- Frank Gorshin ca The Riddler
- Alan Napier ca Alfred Pennyworth
- Neil Hamilton -  Comisarul James "Jim" Gordon
- Stafford Repp - Chief Miles O'Hara
- Madge Blake ca mătușa Harriet Cooper
- Reginald Denny - Commodore Schmidlapp
- Milton Frome - vice amiral Fangschleister
- Gil Perkins ca Bluebeard
- Dick Crockett ca Morgan
- George Sawaya ca Quetch
- Van Williams (nemenționat, voce) ca președinte Lyndon B. Johnson[1]

## Legături externe
- Batman la Internet Movie Database

## Vezi și
- 1966 în film